# Задорожний Борис Васильович
Бори́с Васи́льович Задоро́жний (нар. 2 березня 1937, місто Київ) — український діяч, доцент кафедри охорони праці та навколишнього середовища Маріупольського металургійного інституту Донецької області. Кандидат медичних наук (1972), доцент. Народний депутат України 1-го скликання.

## Біографія
Народився у родині робітників.
У 1954—1956 роках — учень медичного училища № 1 міста Києва.
У 1956—1962 роках — студент Донецького медичного інституту, санітарний лікар.
У 1962—1968 роках — промислово-санітарний лікар санітарно-епідеміологічної станції Іллічівського району міста Жданова (Маріуполя) Донецької області.
У 1968—1971 роках — аспірант Інституту вдосконалення лікарів у місті Харкові. У 1972 році захистив кандидатську дисертацію «Вплив на організм тривалої дії трихлоретилену в малих концентраціях».
З 1971 року — асистент, старший викладач, доцент кафедри охорони праці та навколишнього середовища Ждановського металургійного інституту (потім — Приазовського державного технічного університету міста Маріуполя) Донецької області.
Член громадського руху «За чистий Маріуполь».
18.03.1990 року обраний народним депутатом України, 2-й тур, 48,63 % голосів, 14 претендентів. Входив до депутатської групи «Демократичне відродження України», фракції «Нова Україна». Голова підкомісії з питань техногенного забруднення Комісії ВР України у питаннях екології та раціонального природокористування.